# Hospital del Pozo Santo
El hospital del Pozo Santo fue un centro médico de la ciudad española de Sevilla.

## Descripción
El hospital, inaugurado en 1682, estaba en la plaza del mismo nombre. Aparece descrito en la Noticia histórica del origen de los nombres de las calles de esta ciudad de Sevilla (1839) de Félix González de León con las siguientes palabras:

Este nombre de Santo se le dió al pozo, y del pozo Santo tomó el nombre la plaza, y despues el hospital que se fundó en ella. El cual se estrenó el dia 18 de Enero de 1682, si bien ya se ejercia su instituto algunos años antes en una casa en la calle de la Benera. Careció su iglesia (que está dedicada al santo Cristo de los dolores) de sacramento cuatro años hasta el de 1686, que lo consagró y colocó en sus sagrario el señor Arzobispo D. Jaime de Palafox. Su fundacion fué por dos devotas mugeres naturales la primera de Cabrilla llamadas la madre Marta, y la otra María Beatriz Gerónima de la Concepcion, esta segunda Sevillana; ayudadas de la señora doña Ana Trujillo que les dió todo su caudal. Su instituto utilísimo, es para recoger mugeres impedidas, cuyo cuidado y hospitalidades está al cargo de varias beatas que visten y profesan el hábito y regla del O. T. de san Francisco. Su templo es muy pequeño y su fachada de ladrillo cortado es regular, y sobre la puerta de la casa está escrito lo siguiente: JESUS BARON DE DOLORES CASA DE DIOS, Y PUERTA DEL CIELO, ESTE LUGAR ES SANTO Y YO NO LO SABIA, ES ESTE MISMO DIOS ALTISIMO FUNDO CASA Y HOSPITALIDAD DE POBRES MUGERES INCURABLES. ES DEL SANTO CRISTO DE LOS DOLORES. ACABOSE AÑO DEL SEÑOR DE 1680. RENOVOSE EL DIA DE LA NATIVIDAD DEL SEÑOR DE 1832.
(González de León, 1839, pp. 113-114)